# The Pinch
The Pinch est un film muet américain réalisé par Frank Lloyd et sorti en 1915.

## Fiche technique
- Titre : The Pinch
- Réalisation : Frank Lloyd
- Scénario : Frank Lloyd
- Production : Carl Laemmle pour Universal Film Manufacturing Company
- Genre : Film dramatique
- Date de sortie :
  - États-Unis : 4 avril 1915

## Distribution
- Millard K. Wilson : l'officier Weldon
- Gretchen Lederer : Flo
- Frank Lloyd : Spider Dale
- Helen Leslie : Anne